# Arupite
La arupite è un minerale.